# 龔智超
龔 智超（きょう ちちょう、ゴン・ジーチャオ、中国語: 龚智超、Gong Zhichao、1977年12月15日 - ）は中国の女子バドミントン選手で、2000年シドニーオリンピックの女子シングルス金メダリスト。

## 戦歴
1998年アジア大会（バンコク）女子シングルスで銀メダルを獲得する。この時は決勝で日本の米倉加奈子に敗れている。
2000年シドニーオリンピックでデンマークのカミラ・マーチンを破り金メダルを獲得したが、準決勝にて首脳陣がマーチンに対して相性のいい龔のほうが金メダルを獲得できる可能性が大きいと判断したために同じ中国の葉釗穎選手に対して、故意に龔に負けるようにチーム監督から指示が出されるというフェアプレーの精神から外れる試合があった。葉に対しては金メダリストと同様の待遇が約束されたという。
その他にも全英オープンで2000年・2001年のシングルスを連続優勝、日本オープンで1998年と2000年の2回優勝している。
2002年に現役を引退。